# Riki Matsuda
Riki Matsuda (født 24. juli 1991) er en japansk fodboldspiller, som spiller for den japanske fodboldklub Avispa Fukuoka.